# Sistematični psihološki pregled triletnega otroka
Sistematični psihološki pregled triletnega otroka (SPP-3) je test, ki omogoča zgodnje odkrivanje otrok ogroženih v duševnem ali osebnostnem razvoju. Poleg tega daje tudi možnost za ustrezno informiranje staršev in zdravstveno vzgojno svetovanje. Sistematični psihološki pregled triletnega otroka poteka v sklopu pediatrične preventive in je del sistematičnega pregleda.
V namen primarne preventive ga je med letoma 1970 in 1980 razvil prof. dr. Peter Praper. Sestavljen je iz širše palete razvojnih testov, razvojnih lestvic ter nekaterih testov sposobnosti iz katerih so vzete tiste naloge, ki so najbolj diskriminativne, za otroka privlačne ter najenostavnejše za aplikacijo. Test je standardiziran za otroke stare tri leta in se razlikuje od ostalih psiholoških testov po tem, da je sistematičen, preventivni, obravnava celotno populacijo, je hiter in diskriminativen ter ni diagnostičen ampak omogoča hitro triažo poleg tega pa zagotavlja veljavnost, objektivnost, diskriminativnost in zanesljivost ocen.

## Potek izvedbe sistematičnega psihološkega pregleda
Pregledi se izvajajo v zdravstvenih ustanovah, običajno v zdravstvenih domovih. Izvaja jih usposobljen psiholog ali klinični psiholog. Otroci so na pregled vabljeni ob tretjem letu, po navadi v mesecu svojega rojstva. Udeležba na pregledu ni obvezna, je pa priporočljiva.
Pregled običajno traja okoli 30 minut. Sestavljen je iz več delov.

### Izpolnjevanje vprašalnikov
Pred prihodom v psihološko ambulanto starši izpolnijo dva vprašalnika. Prvi vprašalnik daje oceno otrokovega razvoja ter stopnjo samostojnosti v različnih vsakodnevnih rutinah, drugi pa odkriva otrokove značilnosti v vedenju in čustvovanju.

### Pogovor staršev s psihologom
V ambulanto je otrok povabljen skupaj s starši, ki so prisotni ves čas pregleda. Medtem ko se otrok igra ter privaja na novo situacijo, se psiholog pogovarja s starši. Skupaj pregledajo izpolnjene vprašalnike ter se pogovorijo o pojavnosti in intenzivnosti morebitnih težav (te so npr. lahko vezane na hranjenje, spanje, odvajanje, različne razvade, odnose z vrstniki in odraslimi, trmo in postavljanje meja ter na druge posebnosti v vedenju in čustvovanju). Ob tej priložnosti psiholog po navadi tudi sproti informira in svetuje staršem. Psiholog povpraša tudi o poteku nosečnosti in poroda, o zgodnjem razvoju otroka, zanimajo ga tudi nekateri splošni podatki o družini in vzgoji otroka.

### Testiranje otroka
Po pogovoru s starši, psiholog k sodelovanju povabi tudi otroka. Predstavi mu testni material in ga prosi, da sestavi različne sestavljanke, se zaigra s kockami, preriše enostavne geometrijske oblike ter odgovori na nekaj splošnih vprašanj. Ob tem opazuje tudi njegovo vedenje. S testnimi nalogami psiholog ocenjuje otrokov mentalni in govorni razvoj.

### Po pregledu
Po testiranju in vrednotenju rezultatov na vprašalnikih, psiholog seznani starše z ugotovitvami pregleda, o tem pa je kasneje dolžan obvestiti tudi izbranega zdravnika, ki je otroka napotil na pregled. V primeru odstopanj v razvoju ali ogroženosti, otroka naroči na kontrolni pregled ali ga takoj sprejme v obravnavo. Pomembno je vedeti, da ogroženost (oz. rizičnost) v tem okviru še ne pomeni diagnoze ali motnje, je le znak in opozorilo, da se otrokov razvojni proces razpleta v takšno smer ter služi kot podlaga za nadaljnje psihološke in/ali druge obravnave (npr. logopedske, specialno-pedagoške, socialne, itd.).